# Rønne Vandtårn
Rønne Vandtårn eller Affaldstårnet er et tidligere vandtårn tegnet af arkitekt Ove Funch-Espersen beliggende i Rønne på Bornholm. Tanken kunne rumme 500 m3 vand og tårnet kostede ved opførelsen 41.800 kr. Tårnet blev i 2010 indviet som et såkaldt affaldstårn efter en længerevarende ombygning til 3,8 millioner kroner. Formålet med ombygningen var at give mulighed for at befolkningen, herunder skoleklasser, kunne lære mere om miljø, affaldsbehandling, genanvendelse og lignende. Eftersom området ejes af Bofa (Bornholms Fælleskommunale Affaldsbortskaffelse), har det ifølge lokalplanen kun været tilladt at bruge tårnet til affaldsrelaterede formål, hvorfor det længe ikke har været anvendt.

## Omgivelser
Tårnet er placeret på en høj kaldet Almegårdshøjen i kanten af en militærøvelsesplads, Almegårds Øvelsesplads. En nylig udgravning ved Rønne Vandtårn har resulteret i fundet af helleristninger fra bronzealderen.